# 雪雨こん
雪雨 こん（ゆきう こん、yukiu con、1985年7月16日 - ）は、日本の漫画家。女性。血液型はO型。主に成人向け漫画を執筆している。

## 作品リスト

### 単行本
1. 『少女は今日、』 2013年10月25日発売[4]、茜新社〈TENMACOMICS LO #142〉、ISBN 978-4-86349-393-3
  - あすみぴんくふぁいる! （COMIC LO 2013年2月号）
  - Mallory! （COMIC LO 2013年8月号）
  - ラブ・イズ・マネー(仮) （COMIC LO 2013年4月号）
  - 行こうぜ!山が～る （COMIC LO 2012年12月号）
  - あそんでねこじゃらし （COMIC LO 2013年6月号）
  - 2年5組手コキ委員 （COMIC LO 2013年10月号）
  - ぎぶみーきゃんでぃー! （COMIC LO 2012年9月号）
  - あまくちカレー （COMIC RIN 2011年8月号）
  - 大好き♥ホールド （COMIC RIN 2012年4月号）
  - ぼくのあいどる! （COMIC RIN 2012年1月号）
  - ぼくのおさななじみはかわいい! （COMIC RIN 2011年4月号）
  - 僕のいもうとはかわいい! （COMIC RIN 2011年1月号）
  - イラストカット （描き下ろし）
2. 『JCマニュアル』 2015年7月28日発売[5]、茜新社〈TENMACOMICS LO #180〉、ISBN 978-4-86349-516-6
  - ダメになる。ゼッタイ。 （COMIC LO 2014年8月号）
  - バスケがんばる! （COMIC LO 2015年6月号）
  - 撮影会ウォッチ （COMIC LO 2014年11月号）
  - 今日のごはんは？ （COMIC LO 2015年1月号）
  - 妹、燦々 （COMIC LO 2015年4月号）
  - 夏色苺飴 （COMIC LO 2015年9月号）
  - 最強ふたごパーティー 01 （COMIC LO 2014年5月号）
  - 最強ふたごパーティー 02 （COMIC LO 2014年6月号）
  - 結衣ちゃん、僕のこと好きでしょ？ （COMIC LO 2013年12月号）
  - ラブ・イズ・マネー(仮) （COMIC LO 2014年2月号）
  - あとがき （描き下ろし）
3. 『ちゅうくらいがすき♡』 2017年8月28日発売[6]、茜新社〈TENMACOMICS LO #218〉、ISBN 978-4-86349-650-7
  - となりのいちかちゃん! （COMIC LO 2017年7月号）
  - 鎮まれ! おちんちん （COMIC LO 2017年10月号）
  - 先生 （COMIC LO 2016年6月号）
  - いつもとちがう月曜日 （COMIC LO 2015年12月号）
  - Spring has come! （COMIC LO 2017年5月号）
  - こんにちはおちんちん （COMIC 高 2017年3月号）
  - おひるねをどうぞ。 （COMIC LO 2016年9月号）
  - まんがでわかる精飲勉強法 （COMIC LO 2016年3月号）
  - あとがき （描き下ろし）
4. 『ちゅこちゅこ♡むちゅー』 2021年12月27日発売[7]、茜新社〈TENMACOMICS LO #297〉、ISBN 978-4-86349-889-1
  - 破れたっていい タイツだもの （COMIC LO 2021年7月号）
  - 新しい私DEBUT!! （COMIC LO 2020年11月号）
  - めっちゃ好きやん （COMIC LO 2019年1月号）
  - じゅりざんまい （COMIC LO 2018年6月号）
  - ハーフ♡タイム （COMIC LO 2018年1月号）
  - フトモモには夢しかない （COMIC アオハ 2019秋）
  - 必ず最後にちんこ勝つ （COMIC LO 2019年6月号）
  - 今日のラッキーアイテム♡ （COMIC LO 2021年1月号）
  - あとがき （描き下ろし）
  - 描きおろし （ちゅこちゅこ♡むちゅーしないと出られない部屋 2p）